# Sopela
Sopela – gmina w Hiszpanii, w prowincji Biskaja, w Kraju Basków, o powierzchni 8,39 km². W 2011 roku gmina liczyła 12 912 mieszkańców.